# Млин (гра)

Схема поля та розташування каменів для гри «млин»

Млин — настільна гра для двох.

## Історія

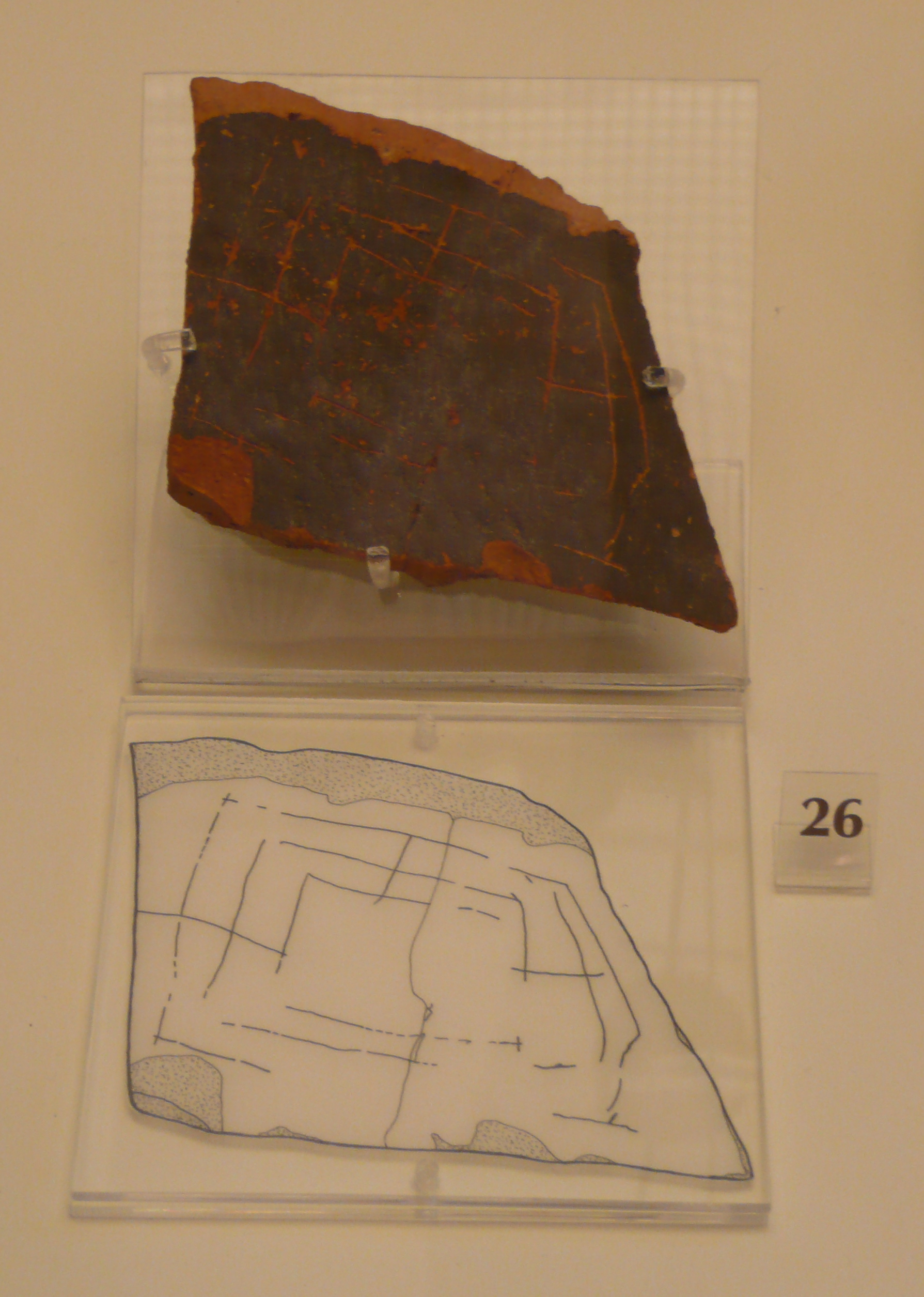
Фрагмент глиняної плитки з археологічного музею у Мікенах, на якому зображено те, що виглядає як дошкадля гри млин

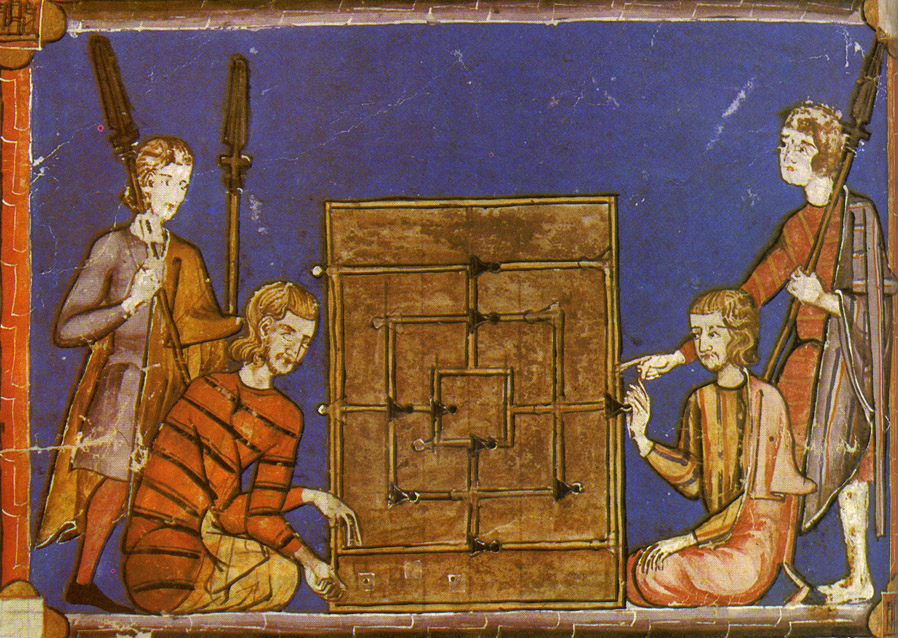
У «Книзі ігор» короля Альфонсо X (1240)

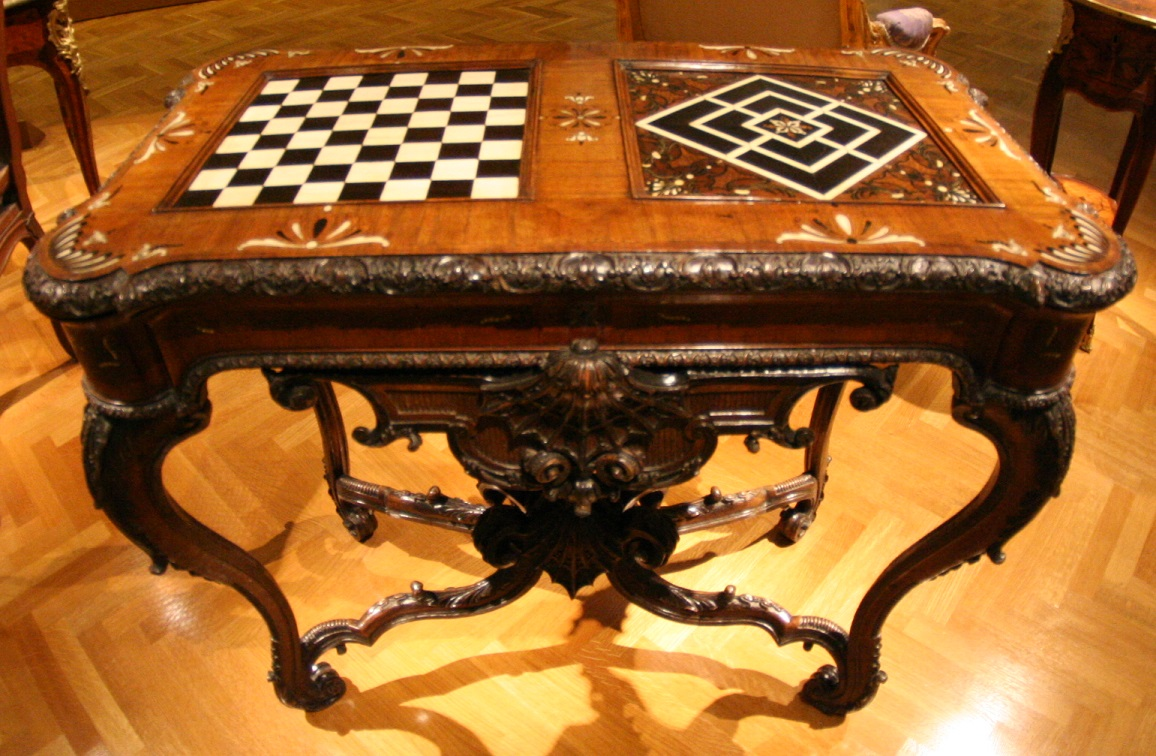
Ігровий стіл 1735 р. (Німеччина) із шахами/шашками (ліворуч) і млином (праворуч), Музей мистецтв Клівленда

Млин — одна з найстаріших ігор, відомих донині. Її походження точно не встановлене. Перші сліди мініатюрних ігрових дощок були знайдені вже в могилах епохи бронзи (приблизно 3400–700 рр. до н. е.), ймовірно, у той час вони мали магічну роль і використовувалися як амулети. Сама гра була відома в більшості частин світу з незапам'ятних часів і наразі має велику кількість варіацій.
За словами Р. К. Белла, найдавніша відома дошка для гри містить діагональні лінії та була «врізана в плити даху храму в Курні в Єгипті»; він приблизно датував ї] 1400 роком до н. е..
Одна з найперших згадок про гру може бути в «Мистецтві кохання» Овідія.
Бергер вважає, що гра була «імовірно добре відома римлянам», оскільки на римських будівлях є багато дощок, хоча датувати їх неможливо. Можливо, що римляни познайомилися з грою торговими шляхами, але це неможливо довести.
Можливо, в цю гру грали скульптори, будуючи величезні храми. У багатьох місцях були знайдені відповідні написи, висічені на камені.
Гра в «млин» була популярна у Середньовічній Європі, зокрема у Київській Русі. Була також відома як «Дев'ять танцюючих чоловіків». В археологічному матеріалі знаходять дошки, на яких грали в «млин». Відомо, що гра була предметом торгівлі. До початку IX століття із Середньої Азії ця гра потрапила до Норвегії. З IX- X ст. вона була поширена на Русі.
У норвезькому Гокстаді було знайдено двосторонню дошку, на якій можна було грати в кілька ігор — на одному боці гра в шашки та шахи, на іншій — у млин.
Зображення цієї популярної гри можна знайти в придворних рукописах: «Книзі ігор» короля Альфонсо X (1240) та у фламандському манускрипті «Роман про Олександра» (1338).
Великої популярності гра досягла у середньовічній Англії. Цегла, знайдена на середньовічному місці біля Вісбека, використовувалася цегельняками як дошка перед випалом. Дошки були висічені на сидіннях монастиря в англійських соборах у Кентербері, Глостері, Норвічі, Солсбері та Вестмінстерському абатстві. Ці дошки використовували отвори, а не лінії, щоб представляти дев'ять проміжків на дошці, також формування діагонального ряду не вигравало гру. Ще одна дошка висічена в основі стовпа в Честерському соборі у Честері. Гігантські вуличні дошки іноді врізали в сільську зелень. У творі Шекспіра 16 століття «Сон літньої ночі» Титанія згадує про таку дошку.
У деяких країнах Європи дизайну дошки надавали особливого значення як оберегу від злих сил.
У 1993 році Ральф Гассер довів за допомогою комбінації альфа-бета-пошуку та баз даних ендшпіля, що гра на комп'ютері зводиться до нічиєї.

## Правила
У найпопулярнішому варіанті кожен гравець має 9 каменів. Гра починається з жеребкування, яке визначає гравця, що ходить першим. Потім гравці по черзі розміщують свої камені на квадратах дошки (точках, де перетинаються лінії). Якщо одному з них вдається поставити свої три камені у лінію (жорна), він може видалити з дошки будь-який камінь свого супротивника, якщо вони не знаходяться у жорнах. Коли всі камені будуть на дошці, гравці можуть рухати їх на одне поле в будь-якому напрямку.
Якщо у гравця залишилося лише три камені на дошці, він може перемістити вибрані камені на будь-які вільні поля, не обов'язково сусідні. Гра закінчується, коли один із гравців залишається з двома каменями на дошці або не може зробити дозволений хід (він заблокований, тобто всі поля, суміжні з полями, на яких стоять його камені, зайняті). Нічия відбувається, коли ситуація на дошці повторюється тричі або якщо жоден з гравців не робить жорна за певну кількість ходів (зазвичай 40 або 50).

## Варіанти гри
Існують також варіанти млина, у яких гравці мають три, шість, дванадцять або тринадцять каменів, з різним розташуванням дошки.

Ігрова дошка на три камені
Ігрова дошка на шість каменів
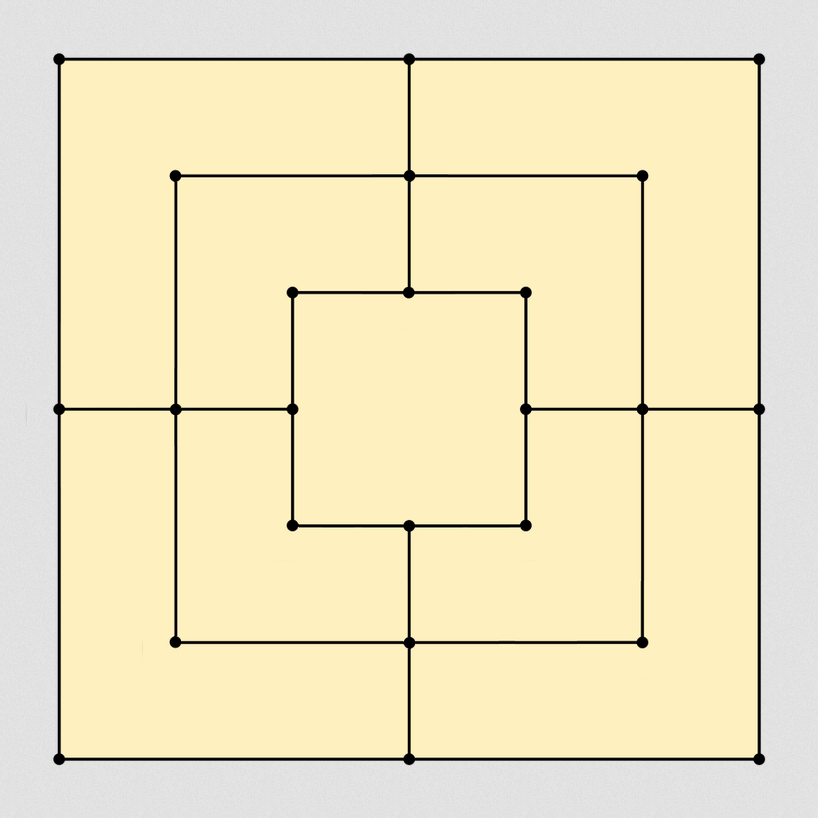
Ігрова дошка на дев'ять каменів
Ігрова дошка на дев'ять каменів   або 12 (морабараба)